# Sant Esteve de Tavèrnoles
Sant Esteve de Tavèrnoles és una església amb elements romànics i barrocs de Tavèrnoles (Osona) inclosa a l'Inventari del Patrimoni Arquitectònic de Catalunya.

## Descripció
L'església de Sant Esteve destaca en mig de la població de Tavèrnoles. És una construcció d'una sola nau coberta amb volta de canó reforçada per dos arcs torals i un absis semicircular amb tres finestres de doble esqueixada. En època barroca va ser ampliada amb capelles pel costat de tramuntana. El mur de migdia conserva la porta d'arc de mig punt tapiada. Exteriorment presenta decoració de tipus llombard d'arcs amb finestres cegues entre lesenes, a l'absis, que es prolonga al mur de migdia sota un fris de dents de serra. El portal de ponent és de forma rectangular però es troba emmarcat per unes formes sinuoses. A sobre té un òcul i el capcer és acabat de forma triangular. Damunt el portal hi ha la següent inscripció: 1728 STEPHANUS VIDIT COELOS APERTOS, VIDIT ET INTROVIT: BEATUS HOMO CVI COELI PATEBAT. A la nau, prop de l'absis, s'hi adossa un esvelt campanar de torre de planta quadrada que sobresurt dos pisos de la nau i conserva quatre finestres geminades, amb columna de capitell mensuliforme, a cada pis i arquets, lesenes cantoneres i fris dents de serra, decoracions típiques del romànic llombard. Corona el conjunt una coberta piramidal.

## Història

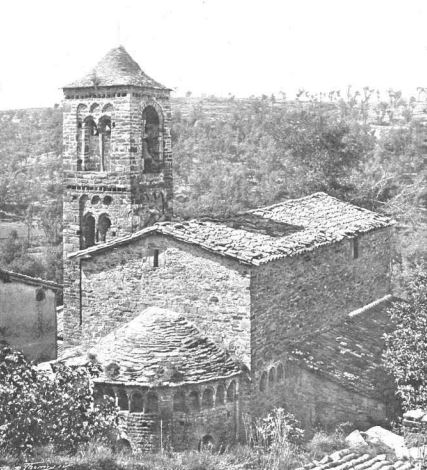
Any 1903

És una de les esglésies romàniques millor conservades de la comarca d'Osona.
Fou construïda pels vescomtes d'Osona cap el 1069 en un dels seus feus i fou reconeguda nou anys més tard pel bisbe de Vic al vescomte Ramon Folc, el qual, en morir en mans dels sarraïns l'any 1086 la lliurà junt amb l'església de Sant Pere a la canònica vigatana.
Com la majoria d'esglésies de la comarca en època barroca fou ampliada i transformada, així, com indica la inscripció, vers el 1728 fou sobre-aixecada, s'hi construïren capelles laterals, una de les quals fou abolida durant la restauració i s'hi obrí el portal de ponent. Malgrat tot encara es pot admirar la bellesa romànica del temple.
La primera làpida funerària, pertany al sepulcre de Miquel Galles, rector de la parròquia de Tavèrnoles, mort el 20 d'agost de 1839.
La segona correspon a Jacinto Verdaguer, que va morir l'any 1868. Es tracta segurament de Jacint Verdaguer i Ordeix, oncle i padrí del poeta de Folgueroles.
Les altres dues làpides corresponen als habitants de les cases veïnes: els Cos i els Ruquet.